# Makalata obscura
Makalata obscura је врста глодара из породице Echimyidae.

## Распрострањење
Бразил је једино познато природно станиште врсте.

## Станиште
Врста Makalata obscura има станиште на копну.

## Угроженост
Подаци о распрострањености ове врсте су недовољни.

### Популациони тренд
Популациони тренд је за ову врсту непознат.